# Судици (Герасени)
Судици (рум. Sudiți) насеље је у Румунији у округу Бузау у општини Герасени. Oпштина се налази на надморској висини од 76 m.

## Становништво
Према подацима из 2002. године у насељу је живело 623 становника, од којих су сви румунске националности.